# Phare avant de Liston
Pour les articles homonymes, voir Liston.

Le phare avant de Liston (en anglais : Liston Range FrontLight) est un phare  servant de feu d'alignement avant situé sur la Delaware, près de Port Penn dans le Delaware. 
Il est inscrit au Registre national des lieux historiques depuis le 14 janvier 2004 sous le n° 03001386.

## Historique
Le phare de Liston Range Front a été construit en 1906. C'était une maison de gardien de bois de 3 étages avec une coupole en bois carrée sur le dessus et une lentille de Fresnel de second ordre. Il a été désactivé en 1953 et remplacé par une balise moderne automatique montée sur une tourelle métallique à claire-voie.
L'ancien phare est maintenant une résidence privée. Celle-ci est inscrite au Registre national des lieux patrimoniaux.

## Description
Le phare actuel est une tour métallique à claire-voie de 12 m de haut, portant une balise automatique, située proche de l'ancien phare.
Son feu isophase émet, à une hauteur focale de 14 m, un long éclat blanc de 3 secondes par période de 6 secondes. Sa portée n'est pas connue.

## Caractéristiques dufeu maritime
Fréquence : 6 secondes (W)
- Lumière : 3 secondes
- Obscurité : 3 secondes

Identifiant : ARLHS : USA-436 ; USCG : 2-2445  ; Amirauté : J1292.

### Lien connexe
- Liste des phares du Delaware